# かつラーメン
かつラーメンは、秋田県小坂町のご当地ラーメン。狭義には、醤油ラーメンにタマゴ（鶏卵）で閉じたトンカツを乗せたもの。広義には、ラーメンにトンカツを乗せたもの。
小坂町には、明治時代から1990年（平成2年）まで小坂鉱山が存在した。鉱山から掘られた鉱物は、小坂町から青森県野辺地町まで運ばれた。この運搬ルート上にかつラーメンを提供する店が点在しており、「かつラーメン街道」とも呼ばれる。

## 概要
小坂町の「奈良岡屋」がタマゴで閉じるタイプのかつラーメン発祥の店と言われている。
1970年（昭和45年）頃、小坂鉱山で働いていた若い労働者たちが、小坂七夕祭の山車を制作していた時期に夜食として食べていた。当初は裏メニュー扱いであったが、やがて正式メニューとなった。
小坂町のかつラーメンは、「こさかまちかつらーめん」として2024年に文化庁の100年フード「未来部門」に認定された。

## その他の地域のかつラーメン
かつラーメン街道におけるかつラーメンを以下に挙げる。
青森県五戸町
「からから亭」
味噌カツをラーメンに乗せる。1995年（平成7年）頃に客のリクエストから発生し、看板メニューとなった。
青森県十和田市
「たんちゃ亭」スタミナみそカツラーメン
ハバネロも使われている味噌ラーメンにトンカツを乗せる。
「与作」カツカレーラーメン
2000年（平成12年）以前に、常連客からの「カツカレーとラーメンを一緒に食べたい」という依頼から生まれた。
青森県野辺地町
「松竹」スペシャルメニュー
チャーシューメンにトンカツと千切りキャベツを乗せる。常連客の「トンカツとチャーシューメンが一度に食べたい」という要望から生まれた。